# 五福
五福（ごふく）は、富山県富山市の町名である。五福地区センターが所在している。

## 概要
町内に富山大学五福キャンパスがあり、大学周囲にはマンションが多く立地している。

## 地理
- 呉羽丘陵

## 歴史
- 1908年（明治41年） - 大日本帝国陸軍歩兵第69連隊が五福へ移転。
- 1909年（明治42年） - 初代富山大橋開通。現在の富山県道44号富山高岡線が国道11号線（当時）に指定。
- 1916年（大正5年） - 市内軌動線（現富山地方鉄道富山軌道線）延伸。
- 1925年（大正14年） - 金沢市から歩兵第35連隊が五福に移転。歩兵第69連隊を併合。
- 1945年（昭和20年） - 富山大空襲。終戦。
- 1948年（昭和23年） - 富山県立富山工業高等学校開校。
- 1957年（昭和32年） - 富山県立富山商業高等学校が五福へ移転（1983年、庄高田へ再移転）。
- 1958年（昭和33年） - 県営富山野球場完成。
- 1970年（昭和45年）11月14日 - 富山西警察署五福派出所が富山大学学生らから火炎瓶と投石により襲撃を受ける。このため一時、国道8号（当時）が通行止となる[2]。

## 施設
- 富山西警察署五福交番
- 五福地区センター
- 富山大学五福キャンバス
- 富山市立五福小学校
- 富山市立西部中学校
- 富山県立富山工業高等学校
- 富山県五福公園
- 五福ショッピングセンターアリス
- 富山県水墨美術館
- 富山地方鉄道富山軌道線富山大学前停留場
- 呉羽丘陵公園

## 交通
- 富山地方鉄道富山軌道線の富山大学前停留場で下車。
- 西日本旅客鉄道・東海旅客鉄道高山本線の西富山駅から徒歩5分(0.5km)

## 参考出典
『富山県の地名』平凡社